# Addreality
Компания Addreality — российский разработчик программного обеспечения в сфере Digital Signage. К платформе Addreality подключены более 60 000 экранов. Addreality входит в реестр российского ПО. Является резидентом Сколково.
Архитектура платформы спроектирована для решения задач как коммерческого подразделения, так и IT-специалистов. Взаимодействие между компонентами производится с помощью REST API.

## История
Компания Addreality была основана в 2011 году в Санкт-Петербурге. Основатели: Сергей Галеев, Георгий Чеишвили и Алексей Рекиш.
Генеральный директор — Чеишвили Георгий Гурамиевич.
В 2017 году в Addreality инвестировал президент «Корус Консалтинга» Александр Семёнов.
На ранних этапах развития компании Addreality был предоставлен грант от Microsoft на использование инфраструктуры Microsoft Azure. Спустя время Addreality стала сертифицированным ISV-партнером Microsoft.
В 2021 году компания инвестировала в решение DOOH.one для автоматизации продаж рекламы.

## Деятельность
Основной вид деятельности Addreality — разработка компьютерного программного обеспечения, консультационные услуги в области Digital Signage и другие сопутствующие услуги.
Партнеры компании: Intel, Microsoft, DPAA, Prestigio, Softline, Eastidea, Корус Консалтинг, IBS Platformix, Полимедиа, Tegrus, Gefest Проекция, CTI, КРОК и др. 
Клиенты компании: METRO, Рив Гош, Глобус Гурмэ, Сбер, МЦД, Ростелеком, СДЭК, Лукойл, РЖД, Перекрёсток, Пятёрочка, Amway, Аптека Озерки, аптеки АСНА, Альфа-банк, S7 Airlines и др. 
Применяется в следующих отраслях: Non-food Retail, Food Retail, Beauty & Pharma, транспорт, банки и другие сферы.
Addreality — представлен первым на рынке РФ как CMS, SSP, DSP и среди Hardware вендоров, согласно экспертам комитета IAB Russia по Digital-Out-of-Home.

## Продукты
Основной продукт компании — платформа Addreality. Она позволяет централизованно управлять рекламными экранами, фоновой музыкой, интерактивными поверхностями и видеостенами. Состоит из 3 компонентов:
- Addreality Designer – для создания шаблонов рекламных кампаний.
- Addreality Player – для воспроизведения рекламных кампаний на устройствах вещания.
- Addreality Manager (CMS) – для управления рекламными кампаниями и устройствами вещания.

Одна из ключевых разработок компании – Addreality Box. Это приставка для подключения экранов к платформе Addreality. Оснащена камерой для распознавания и сбора обезличенных данных об аудитории в реальном времени и платформой Addreality для демонстрации персонализированного контента на экране.

## Рейтинги
- Третье место в номинации Startup по версии Web Ready, 2014[5].

- Национальная премия ProIntegration Awards в номинации «Лучшее решение с использованием технологии Digital Signage», 2016.

- Лучшая технологическая инновация, по мнению Digital Signage Awards 2017, Великобритания[6].

- Лучшее профессиональное решение Digital Signage, по мнению ProIntegration Awards.

- Partner of the year in AI and Retail, Microsoft Patner.